# Zorotypus philippinensis
Zorotypus philippinensis är en jordlusart som beskrevs av Gurney 1938. Zorotypus philippinensis ingår i släktet Zorotypus och familjen Zorotypidae. Inga underarter finns listade i Catalogue of Life.